# Loket (stacja kolejowa)
Loket – przystanek osobowy oraz ładownia publiczna (dawna stacja kolejowa) w miejscowości Loket, w kraju karlowarskim, w Czechach. Znajduje się na wysokości 395 m n.p.m.
Jest zarządzany przez Správę železnic. Na stacji znajdują się kasy biletowe, na których istnieje możliwość zakupu biletów na wszystkie pociągi w tym międzynarodowe oraz rezerwacji miejsc.

## Linie kolejowe
- 144 Nová Role - Chodov - Loket - Krásný Jez